# Васильевка (Эртильский район)
Васильевка — посёлок в Эртильском районе Воронежской области России. Входит в состав Первоэртильского сельского поселения.

## География
Посёлок находится в северной части Воронежской области, в лесостепной зоне, в пределах Окско-Донской равнины, на расстоянии примерно 5 километров (по прямой) к югу от города Эртиль, административного центра района. Абсолютная высота — 167 метров над уровнем моря.
Часовой пояс
Посёлок Васильевка, как и вся Воронежская область, находится в часовой зоне МСК (московское время). Смещение применяемого времени относительно UTC составляет +3:00.

## Население
| 2000 | 2010 |
| ---- | ---- |
| 52   | ↘29  |

Гендерный состав
По данным Всероссийской переписи населения 2010 года в гендерной структуре населения мужчины составляли 44,8 %, женщины — соответственно 55,2 %.
Национальный состав
Согласно результатам переписи 2002 года, в национальной структуре населения русские составляли 98 %.

## Улицы
Уличная сеть посёлка состоит из одной улицы (ул. Васильевская).